# Jörg Asmussen
Jörg Asmussen (født 31. oktober 1966 i Flensborg) er en tysk politiker, der siden den 1. januar 2014 har været statssekretær i Tysklands beskæftigelsesministerium. Han er medlem af det tyske socialdemokratiske parti.
Jörg Asmussen er uddannet økonom og studerede for en MBA ved Bocconiuniversitetet, Milano (Italien), og har siden 1996 været medarbejder af Tysklands forbundsfinansministerium.